# Il mostro del pianeta perduto
Il mostro del pianeta perduto (Day the World Ended) è un film horror fantascientifico statunitense del 1955 diretto da Roger Corman.

## Trama
In un'epoca successiva ad una guerra atomica che ha annientato buona parte degli esseri umani e ha provocato la nascita di uomini e animali mutanti affetti dalle radiazioni, un gruppo di persone, tra cui un geologo, il criminale Tony e la sua fidanzata ex spogliarellista Ruby, cercano di sopravvivere tra le montagne al riparo delle stesse radiazioni in un rifugio costruito da Jim, un ex militare. Le difficoltà non sono poche anche tra gli stessi sopravvissuti a causa del cibo che manca e a causa di Tony che continua a creare problemi con il suo comportamento bullesco e irresponsabile.
Ad un certo punto si troveranno ad affrontare un essere mostruoso che riesce ad entrare in contatto telepatico con Louise, una sopravvissuta del gruppo.

## Distribuzione
Alcune delle uscite internazionali sono state:
- dicembre 1955 negli Stati Uniti (Day the World Ended)
- 21 febbraio 1958 in Germania Ovest (Die letzten Sieben)
- in Francia (Day the World Ended, uscita DVD)
- in Venezuela (El monstruo del planeta perdido)
- in Italia (Il mostro del pianeta perduto)
- in Grecia (To teras tis mavris koilados)

## Produzione
Il film è stato prodotto dalla Golden State Productions e girato per la maggior parte delle riprese esterne nelle Bronson Caves, una zona desolata e brulla all'interno del Griffith Park di Los Angeles, denominata anche Bronson Canyon e nelle proprietà dello Sportsmen's Lodge, un hotel ristorante vicino ad un lago (per le sequenze nei pressi del lago), Los Angeles, California.
Il mostro è stato creato ed interpretato dall'esperto di effetti speciali e make-up Paul Blaisdell.

## Remake
Nel 1967 è stato realizzato un remake per la TV intitolato In the Year 2889. Nel 2001 è stato realizzato il film TV di fantascienza dal titolo originale molto simile, Il giorno in cui il mondo finì (The Day the World Ended) che non è un remake ma un omaggio della Cinemax al film del 1955.